# 마이클 맥셰인
마이크 맥셰인(영어: Mike McShane, 1955년 6월 25일 ~ )은 미국의 배우이다.
보스턴에서 태어났다.

## 영화
- Careless (2007)
- 엘라의 모험: 해피엔딩의 위기 (2007년) - 룸펠슈틸츠킨 역 (목소리)
- 뫼비우스 띠를 통해서 (2005년)
- 카에나 (2003년)
- 배틀 오브 쉐이커 하이츠 (2003년)
- 보물성 (2002년) - 핸즈 목소리 역
- 빅 트러블 (2002년)
- 뛰는 백수, 나는 건달 (1999년)
- 드롭 데드 고저스 (1999년)
- 벅스 라이프 (1998년)
- 모노노케 히메 (1997년)
- 더 드류 캐리 쇼 (1995년)
- 톰과 허크 (1995년)
- 발토 (1995년)
- 리치 리치 (1994년) - 프러페서 킨빈 역
- 사인필드 (1990년)
- 터커 (1988년)
- 천공의 성 라퓨타 (1986년) - 찰스 역 (영어 더빙)